# Micrasterias johnsonii
Micrasterias johnsonii là một loài Song tinh tảo trong họ Desmidiaceae, thuộc chi Micrasterias.